# Менг (река)
Менг (нем. Meng [mɛŋ]; в верхнем течении — Ме́нгбах, нем. Mengbach [ˈmɛŋbax]) — река на западе Австрии, течёт в долине Гампердонаталь по территории округа Блуденц в федеральной земле Форарльберг. Левый приток нижнего течения реки Илль. В исторических источниках впервые упоминается под 1391 годом.
Длина реки составляет 20 км.
Начинается на северных склонах хребта Альпштейн восточнее горы Нафкопф. На всем протяжении течёт в пределах коммуны Ненцинг, преимущественно в северном и северо-восточном направлении. Впадает в Илль на территории населённого пункта Ненцинг.